# مدار ۳۳ درجه جنوبی
مدار ۳۳ درجه جنوبی، دایره‌ای از عرض جغرافیایی است که در ۳۳ درجهٔ جنوبی خط استوا  قرار دارد.

## گذر از مناطق
از نصف‌النهار مبدأ شروع می‌شود و به سمت مشرق ۳۳ درجه جنوبی از موارد زیر گذر می‌کند:
| مختصات‌ها                                             | کشور، قلمرو یا دریا | توضیحات                      |
| ---------------------------------------------------- | ------------------- | ---------------------------- |
| ۳۳°۰′ جنوبی ۰°۰′ شرقی / ۳۳٫۰۰۰°جنوبی ۰٫۰۰۰°شرقی      | اقیانوس اطلس        |                              |
| ۳۳°۰′ جنوبی ۱۷°۵۲′ شرقی / ۳۳٫۰۰۰°جنوبی ۱۷٫۸۶۷°شرقی   | آفریقای جنوبی       | کیپ غربی کیپ شرقی            |
| ۳۳°۰′ جنوبی ۲۷°۵۷′ شرقی / ۳۳٫۰۰۰°جنوبی ۲۷٫۹۵۰°شرقی   | اقیانوس هند         |                              |
| ۳۳°۰′ جنوبی ۱۱۵°۴۰′ شرقی / ۳۳٫۰۰۰°جنوبی ۱۱۵٫۶۶۷°شرقی | استرالیا            | استرالیای غربی               |
| ۳۳°۰′ جنوبی ۱۲۴°۱۷′ شرقی / ۳۳٫۰۰۰°جنوبی ۱۲۴٫۲۸۳°شرقی | اقیانوس هند         | خلیج بزرگ استرالیا           |
| ۳۳°۰′ جنوبی ۱۳۴°۱۲′ شرقی / ۳۳٫۰۰۰°جنوبی ۱۳۴٫۲۰۰°شرقی | استرالیا            | استرالیای جنوبی نیو ساوت ولز |
| ۳۳°۰′ جنوبی ۱۵۱°۴۴′ شرقی / ۳۳٫۰۰۰°جنوبی ۱۵۱٫۷۳۳°شرقی | اقیانوس آرام        |                              |
| ۳۳°۰′ جنوبی ۷۱°۳۴′ غربی / ۳۳٫۰۰۰°جنوبی ۷۱٫۵۶۷°غربی   | شیلی                |                              |
| ۳۳°۰′ جنوبی ۷۰°۱′ غربی / ۳۳٫۰۰۰°جنوبی ۷۰٫۰۱۷°غربی    | آرژانتین            |                              |
| ۳۳°۰′ جنوبی ۵۸°۵′ غربی / ۳۳٫۰۰۰°جنوبی ۵۸٫۰۸۳°غربی    | اروگوئه             |                              |
| ۳۳°۰′ جنوبی ۵۳°۲۱′ غربی / ۳۳٫۰۰۰°جنوبی ۵۳٫۳۵۰°غربی   | برزیل               | ریو گرانده دو سول            |
| ۳۳°۰′ جنوبی ۵۲°۳۴′ غربی / ۳۳٫۰۰۰°جنوبی ۵۲٫۵۶۷°غربی   | اقیانوس اطلس        |                              |